# Royaume du Mustang
Pour les articles homonymes, voir Mustang.
1380–1951
Entités suivantes :
- Népal

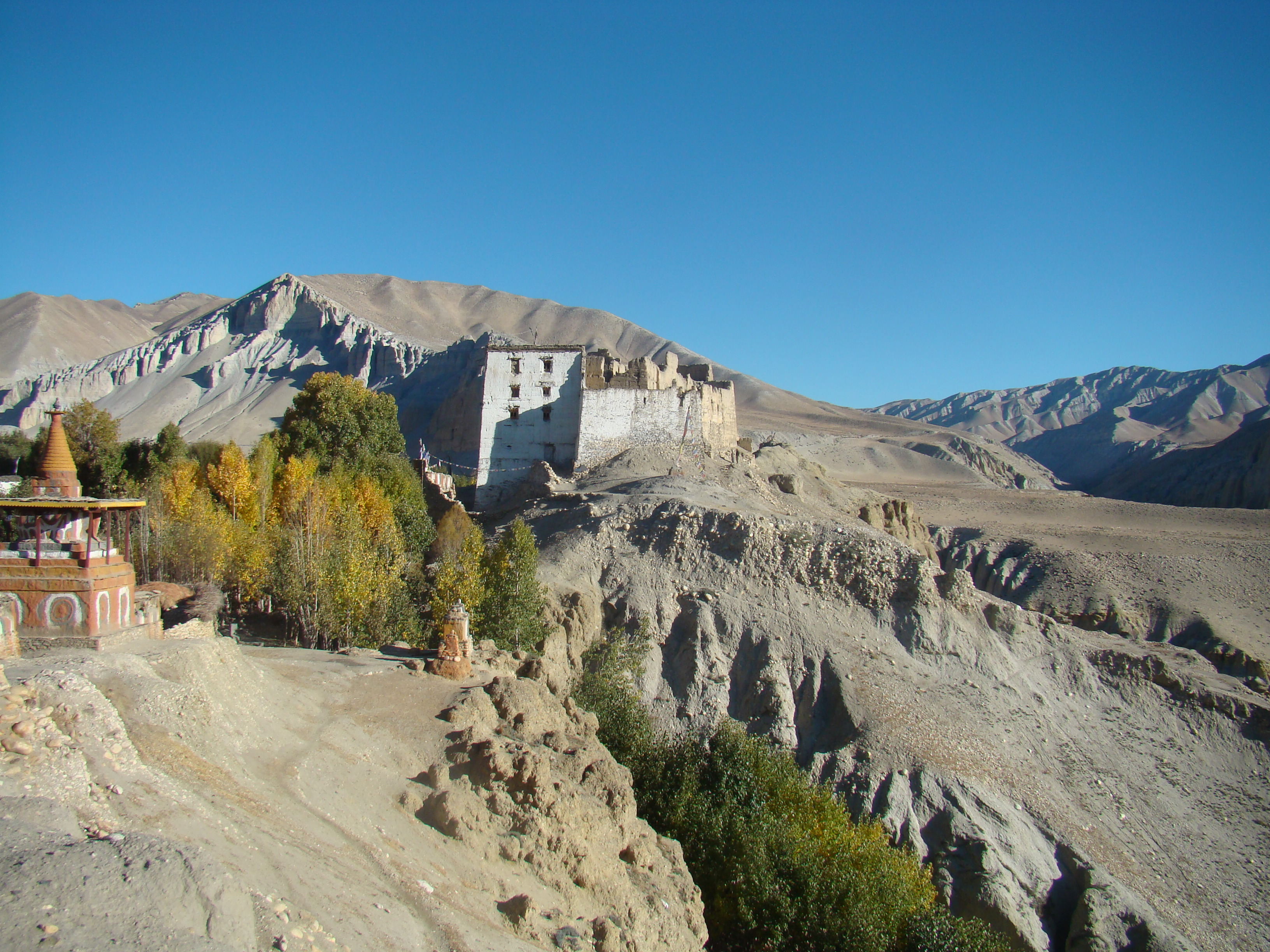
Charang

Le Mustang, ou Royaume de Lo, est un ancien royaume de l'Himalaya, proche du Tibet par la langue et la culture, situé dans le nord-ouest du Népal et dont le territoire historique correspond aux deux-tiers nord de l'actuel district de Mustang (मुस्ताङ जिल्ला, mustāṅa jillā, un des 75 districts népalais). Le Royaume de Lo fut longtemps interdit d'accès aux étrangers. L'ancienne capitale du royaume était le village de Lo Mantang. L'actuel chef-lieu du district administratif de Mustang est Jomoson, déformation du tibétain Dzong Sampa signifiant « trois forteresses ». Aujourd'hui, les autorités népalaises autorisent l'entrée de quelques centaines de visiteurs par an.

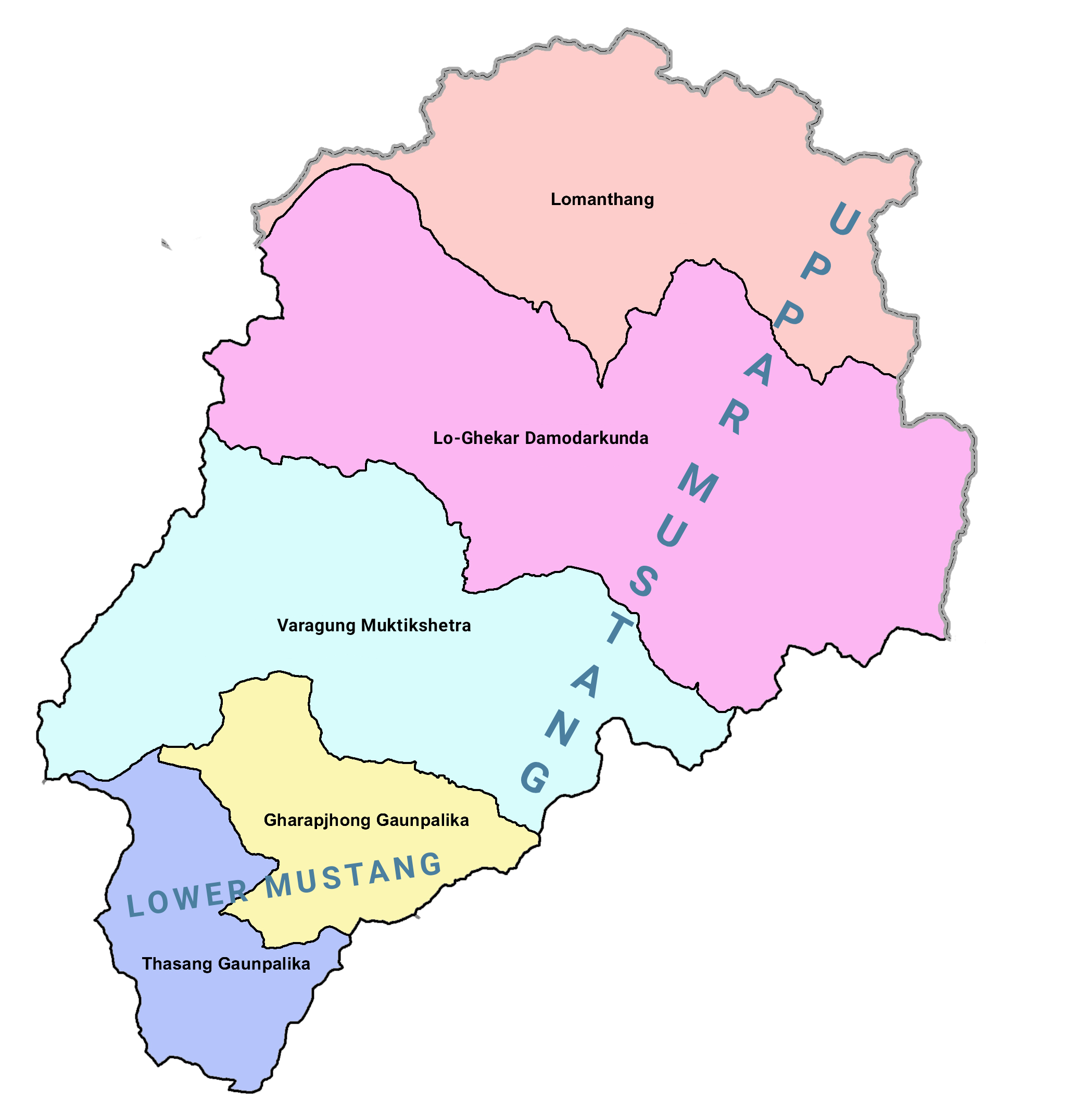
Carte du district de Mustang

## Dénomination
Le nom Mustang est la transcription du népalais Mustāṃg मुस्तांग, lui-même transcription du tibétain smon-thang, qui se prononce aujourd'hui möntang et qui signifie dans cette langue plaine fertile.
Les habitants parlent tibétain, à la différence de leurs voisins méridionaux tamangophones (en) appelés Thakali (en). Les Mustangais continuent d'être appelés « peuple de Lo » : Lo pa.

## Histoire

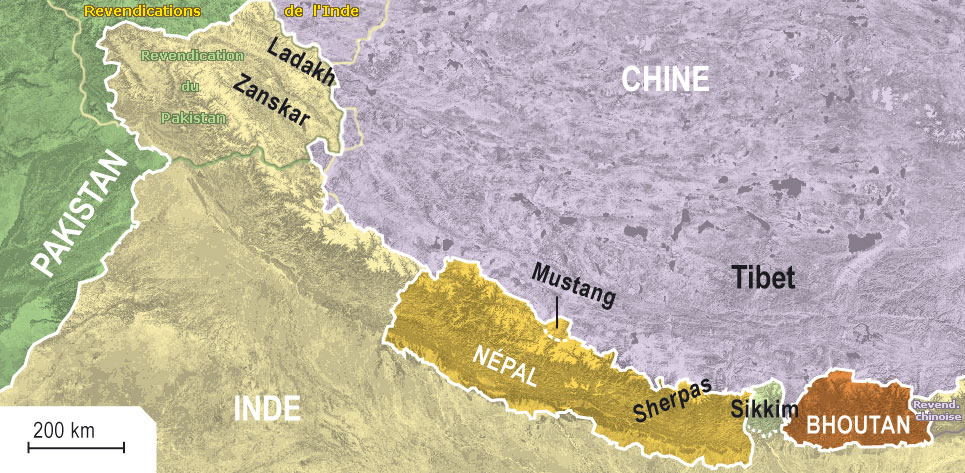
Le Mustang au cœur de l'Himalaya

Indépendant depuis 1350, le royaume de Lo devint vassal de celui du Népal en 1795 et fut administrativement intégré au territoire népalais en 1951. Le monarque qui portait le titre tibétain de gyalpo Lo ou Rgyal-po, n'occupait déjà plus qu'une position honorifique à l'époque de la monarchie népalaise. En octobre 2008, la monarchie a été abolie au Mustang par décision du gouvernement de la nouvelle république du Népal, et la famille anciennement régnante n'est plus qu'une lignée de rajas parmi d'autres.
Dans une lettre écrite par un moine chrétien capucin envoyée de Bétia en Inde et datant de 1759, l'ancien royaume est mentionné sous le nom de Mustang, comme partie du Tibet indépendante de Lhassa.

### Archéologie
Les habitations troglodytes des nombreuses falaises du pays sont en grande partie mystérieuses, faute d'écrits. Vingt-neuf sites troglodytes ont été découverts et recensés par Michel Peissel en 1964. Un éboulement récent (1994) survenu dans l'une d'elles a mis au jour des ossements et des poteries que les services archéologiques népalais datent d'il y a plus de 3 000 ans. Le Mustang est un des plus grands sites préhistoriques d'Asie.
En 2007 et 2008, des chercheurs de l'American Himalayan Foundation (en) ont découvert des manuscrits prébouddhistes, des chambres funéraires et des peintures datant du XIIIe siècle.

### Le bouddhisme
Omniprésents autour des habitations, les triangles multicolores des drapeaux à prière rappellent qu'il s'agit d'une des terres d'origine du bouddhisme tibétain implanté au VIIIe siècle. De nombreuses légendes entourent Padma Sambava, un sage qui diffusa les enseignements de Bouddha jusqu'au Tibet et aurait fondé le premier monastère du Mustang. La plupart des moines vivaient dans des grottes, héritées de populations plus anciennes. Personne, d'ailleurs, n'en connaît l'origine, la plupart étant situées au milieu de la paroi de falaises particulièrement difficiles d'accès.
À Chhusang, tout près du village, un temple creusé dans la roche contient des statues de terre datant, peut-être, du XIIIe siècle et, une petite stèle de pierre que les spécialistes datent de la fin du Xe ou au début du XIe siècle mais par sa nature, elle ne semble pas appartenir au temple. Cette stèle indiquerait que le bouddhisme a pénétré la région bien avant la fondation du royaume de Lo, au début du XVe siècle.

### Le royaume

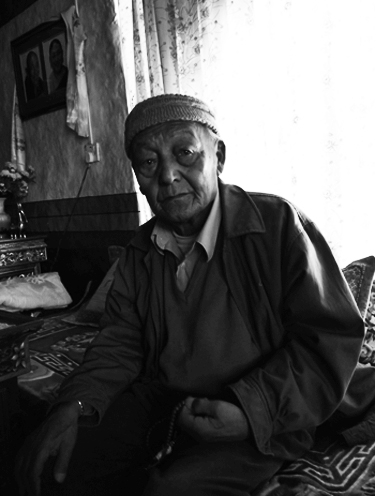
Raja Jigme Dorje Palbar Bista, dernier roi de Mustang, 2011

La lignée des gyalpos remonterait à 1350 et à Ame Pal, le guerrier qui créa ce royaume bouddhiste. Au XVIIIe siècle, le Mustang s'est placé sous la protection des autorités népalaises qui ont laissé au roi la plupart de ses prérogatives et préservèrent le pays de l'invasion touristique. Jusqu'à l'intervention militaire chinoise au  Tibet, les frontières mustangaises n'existaient que sur le papier et les bergers avec leurs troupeaux les traversaient depuis toujours, tandis que les moines parachevaient leur formation dans les lamasseries tibétaines. D'ailleurs les souverains du Mustang furent mariés avec des Tibétaines de souche. Selon le dalaï-lama, le Mustang est « l'un des rares endroits dans l'Himalaya ayant gardé inchangée sa culture tibétaine ».
Le 7 octobre 2008, le gouvernement népalais, devenu républicain, abolit aussi la monarchie au Mustang. L'ultime souverain de ce petit royaume, Jigme Dorje Palbar Bista (en), se plie à cette décision et devient un citoyen ordinaire tout en continuant de travailler à la préservation de l'héritage culturel de son ancien royaume : « nous sommes politiquement népalais et culturellement tibétains », déclare-t-il. Ce dernier roi du Mustang est mort dans sa résidence à Katmandou le 16 décembre 2016, à l'âge de 86 ans.

## Géographie

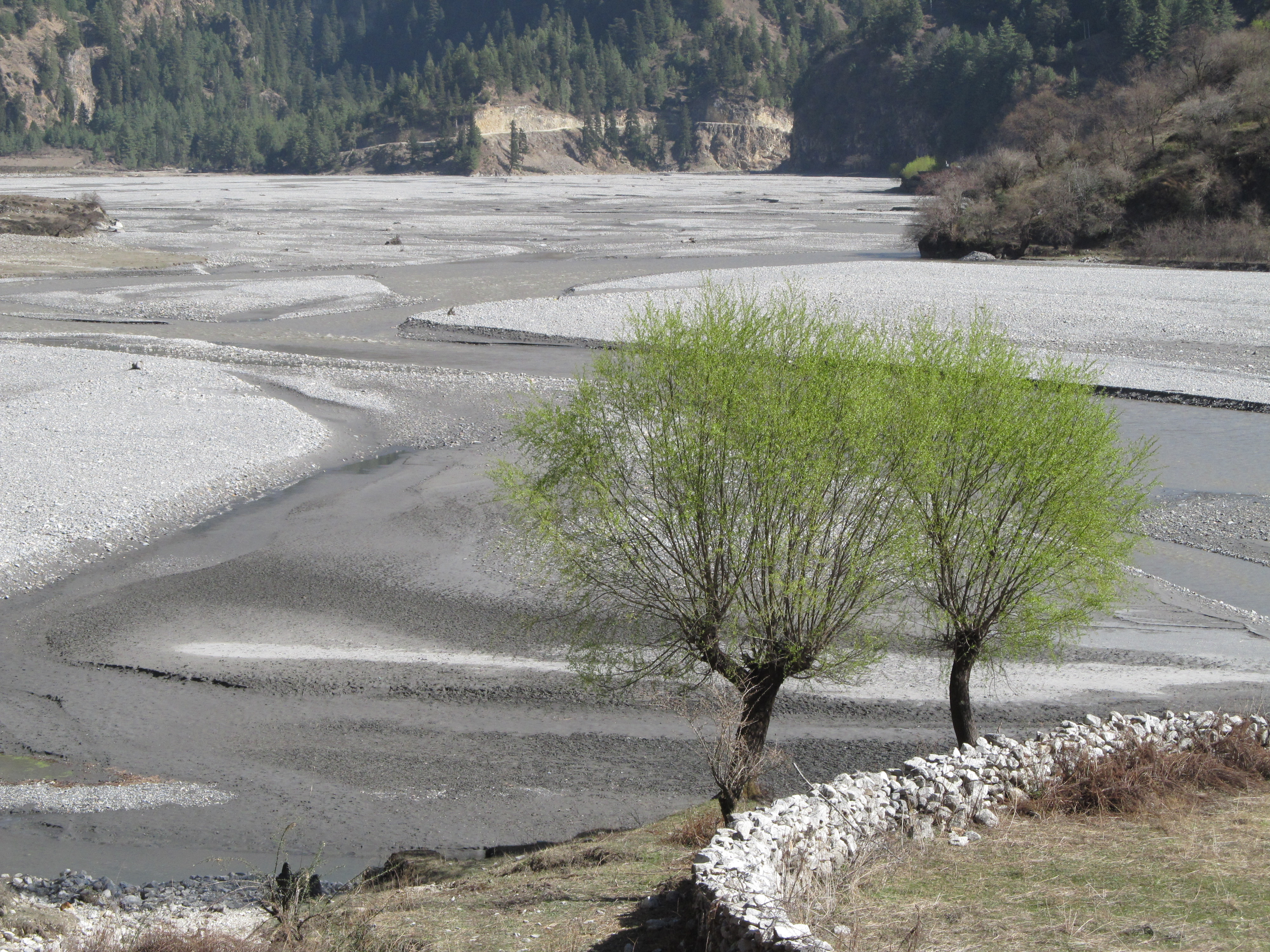
Vallée de la Kâlî Gandhakî

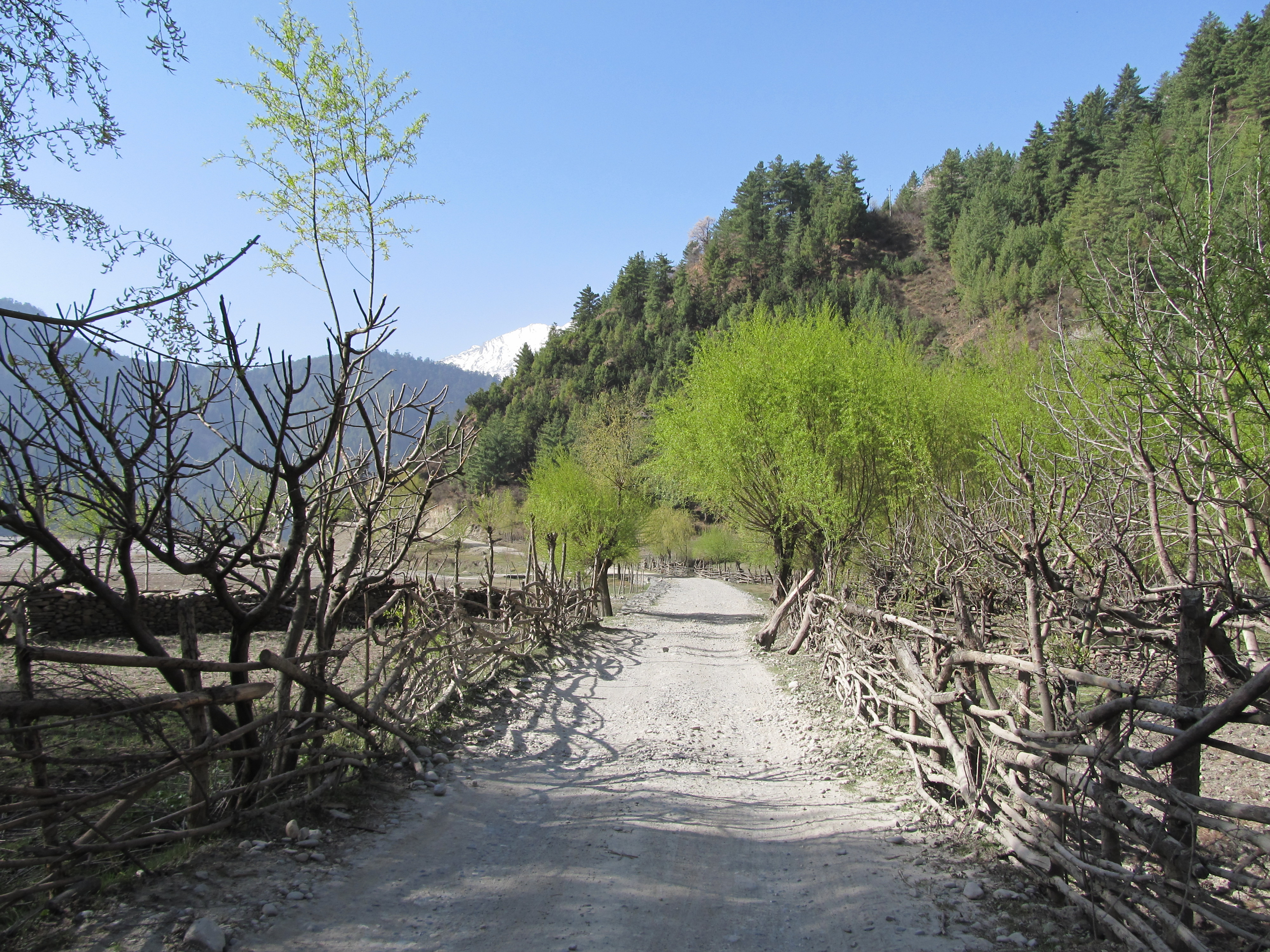
Khobang, Kâlî Gandhakî

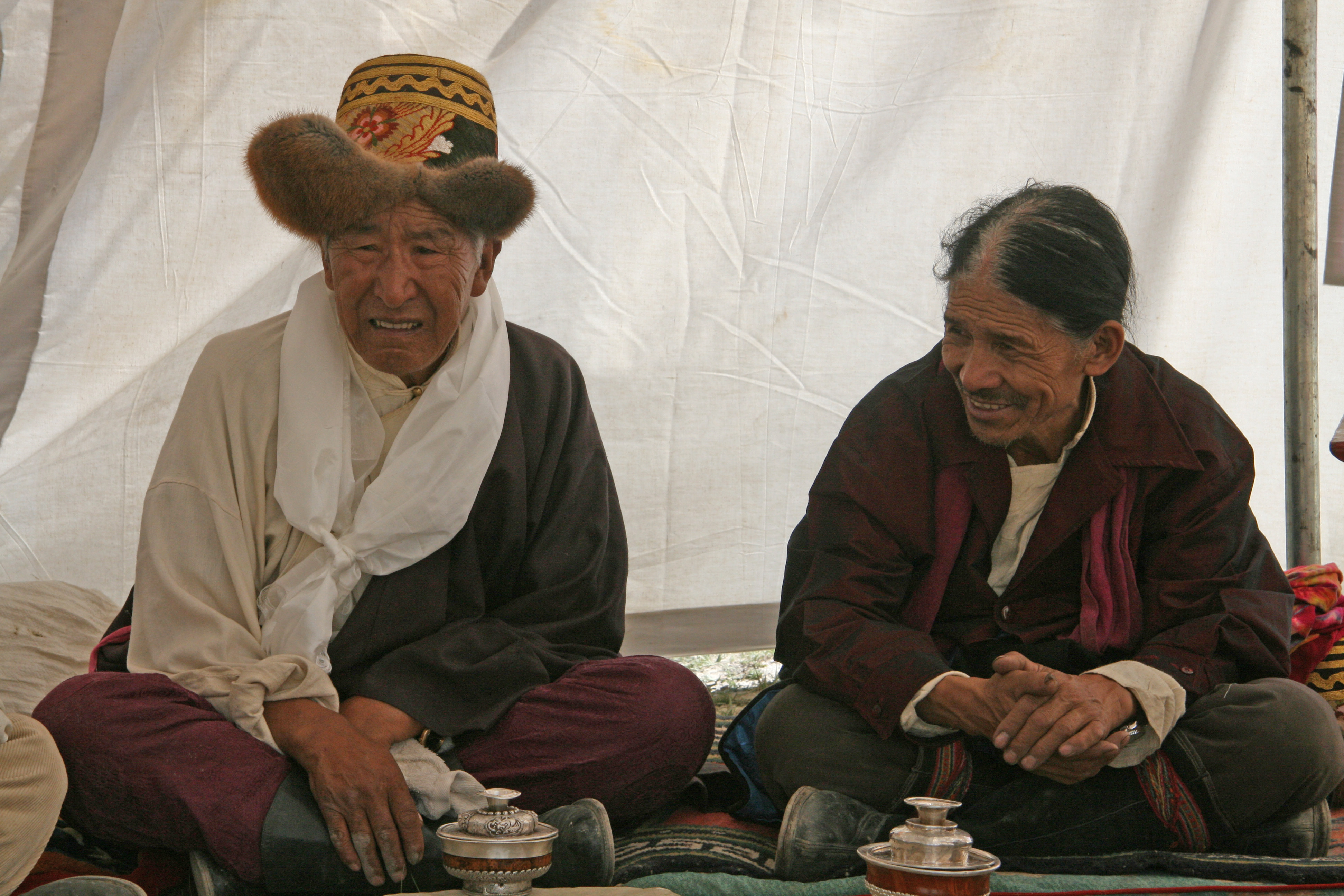
Lopa au festival de Yartung

Le Mustang s'étend approximativement sur 80 kilomètres du nord au sud et 45 kilomètres dans sa plus grande largeur pour une superficie d'environ 1 200 km2. L'altitude dépasse 2 500 mètres. En position derrière une barrière montagneuse himalayenne, il est quasiment à l'abri de la mousson indienne et largement aride, les précipitations annuelles sont entre 250 à 400 millimètres.
Les bourrasques qui s'engouffrent entre l'Annapurna et le Dhaulagiri soufflent quotidiennement sur le Mustang, amenant des tourbillons de poussières : ces dépôts éoliens forment un loess fertile, mais seulement près des cours d'eau ; ailleurs, la sécheresse et la rareté de la végétation font régner un climat désertique froid. En altitude (4 000 mètres), il neige peu.
Le Mustang est entouré par les provinces népalaises de Dolpo et de Manang et borde le Tibet auquel il est relié par quatre cols tous à plus de 4 000 mètres : Kore (4 480 mètres), Phuphu (4 270 mètres), Sharba (4 420 mètres) et Chak (4 100 mètres).
La rivière Kâlî Gandhakî prend sa source sur le territoire du Mustang à une altitude de 5 000 mètres et y développe sa vallée, partageant son territoire dans le sens du nord-est vers le sud-ouest et s'écoulant vers le Terai népalais. Cette vallée était autrefois une route commerciale entre l'Inde et le Tibet, en particulier pour le sel. Une partie de la vallée de la Gandhakî, le Thak Khola (en), forme une gorge très profonde.
Au sud, côté Népal, deux voies d'accès dont la gorge vertigineuse de Thak Khola qui sépare le Dhaulagiri (8 172 mètres) et l'Annapurna (8 078 mètres). Au nord, vers le Tibet, le col le plus bas est à 4 270 mètres, à deux mois de marche de Lhassa. À l'est et à l'ouest, les chaînes montagneuses interdisent tout passage.

## Population
La population de culture tibétaine s'élève à quelque 9 000 habitants appelés Lo-ba et répartis entre les trois bourgades et trente villages. La majeure partie de la population vit sur les rives de la Kâlî Gandhakî, entre 2 000 et 3 000 mètres d'altitude, mais, du fait des conditions climatiques rigoureuses, elle opère une importante migration économique saisonnière vers les régions plus basses du Népal. Le manque de perspectives pousse beaucoup de jeunes à descendre dans les vallées, à Katmandou ou, plus au sud, en Inde pour chercher du travail.

## Transports
Jomoson est doté d'un aéroport depuis 1962, ce qui en fait l'accès touristique principal du Mustang, depuis que la région a été ouverte aux étrangers en 1992.
La campagne n'est encore accessible qu'à pied ou à cheval. La construction d'une route rendra bientôt ce territoire plus accessible aux véhicules à moteur.

## Économie
La capitale, Lo Mantang, abrite quelque 1 000 habitants. Jomoson, centre administratif du district de Mustang, compte 5 363 habitants.

### Le tourisme
Le Mustang, un temps interdit aux étrangers, s'est ouvert depuis 1991 aux voyageurs détenteurs d'un permis spécial. La taxe due aux autorités népalaises se monte à 50 dollars US par jour et par personne : instaurée dans les années 1990, elle doit, théoriquement, servir au développement de la région.
Deux périodes sont l'occasion de deux grands festivals locaux : Tenji en avril-mai, et Yartung la nuit de la pleine lune d'août. Septembre-octobre est également une bonne période, à la veille des récoltes, les champs ajoutant une touche de couleur aux paysages.

## Galerie

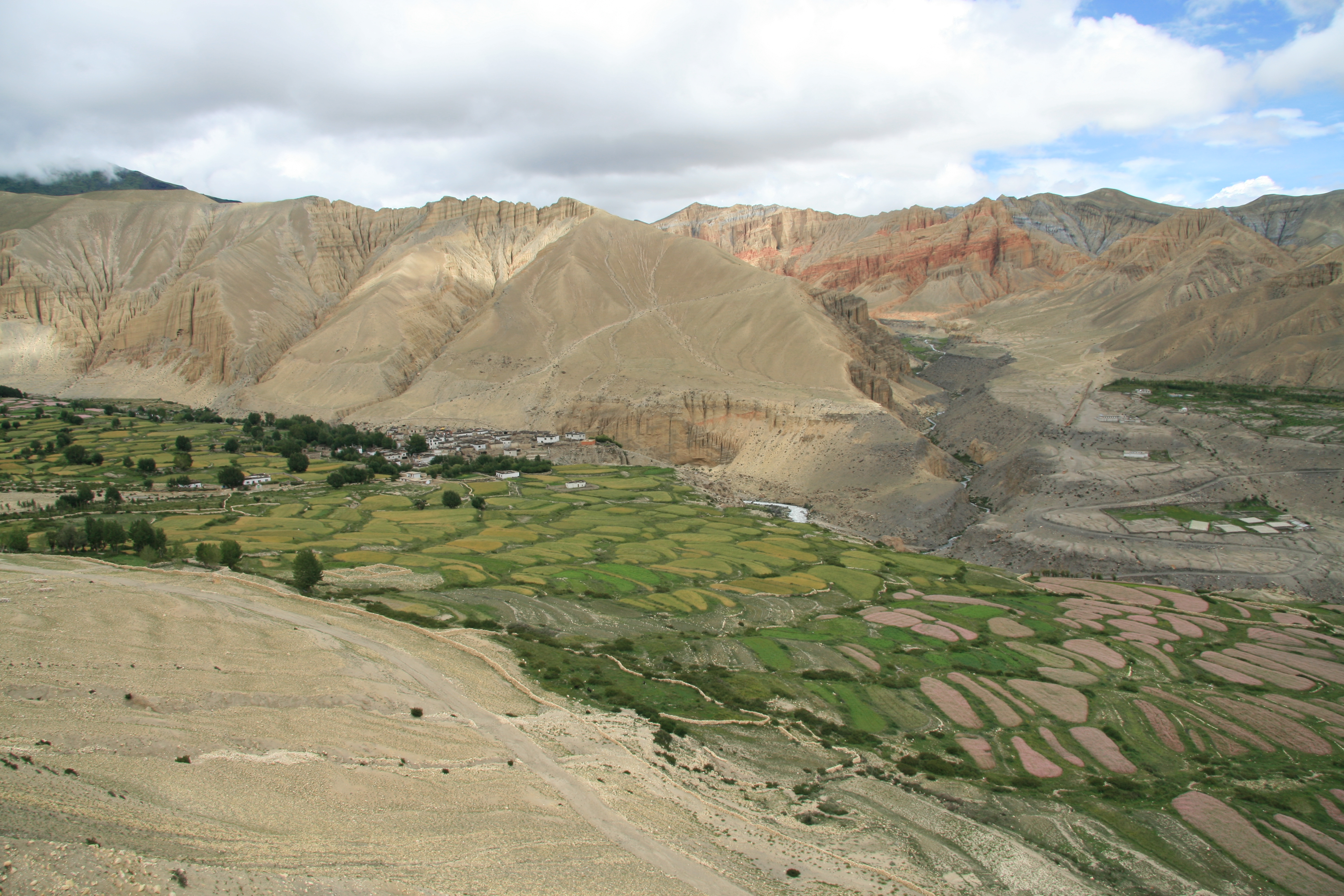
Ghemi
Lomangthang
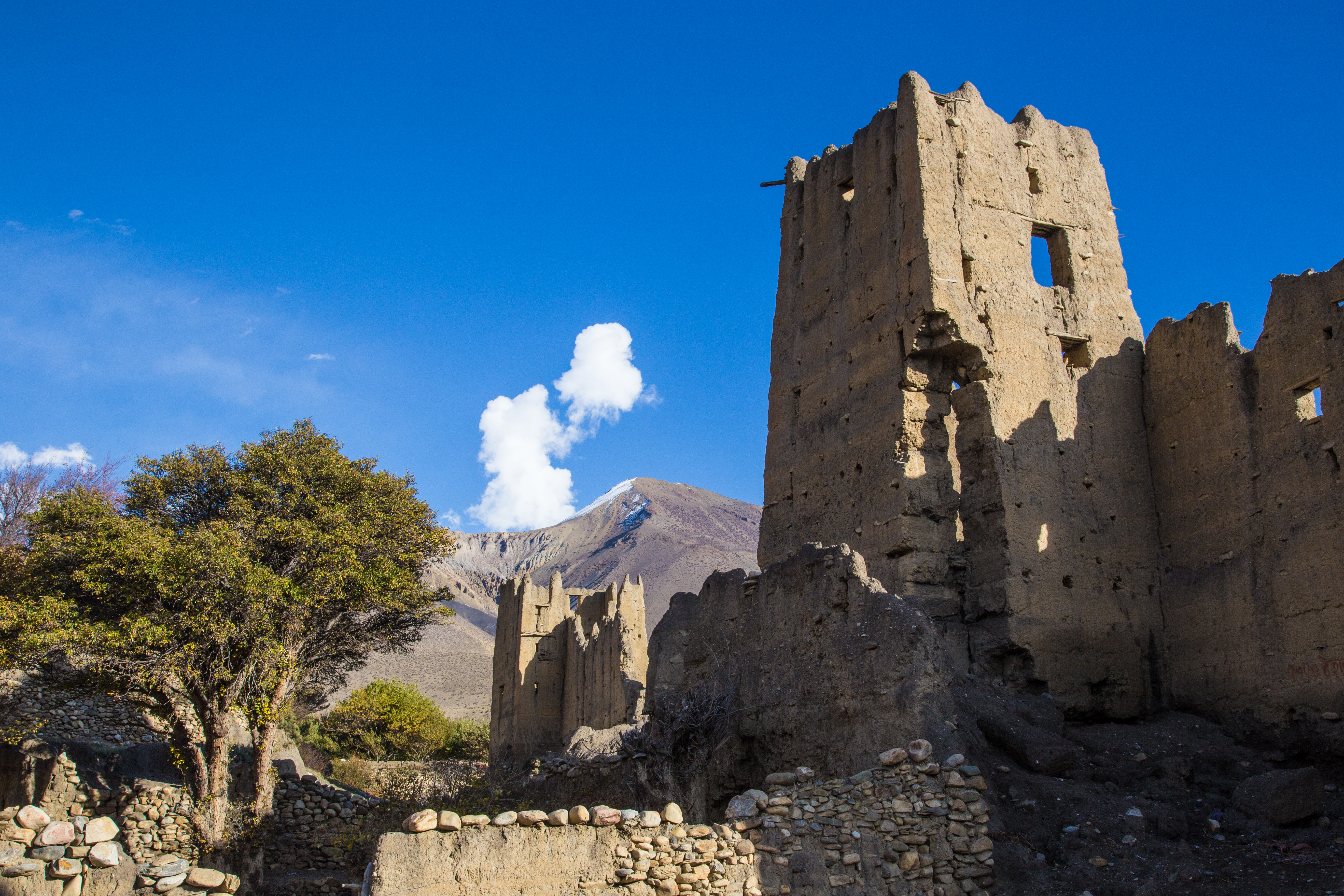
Ruines de la forteresse de Tangbe (en)
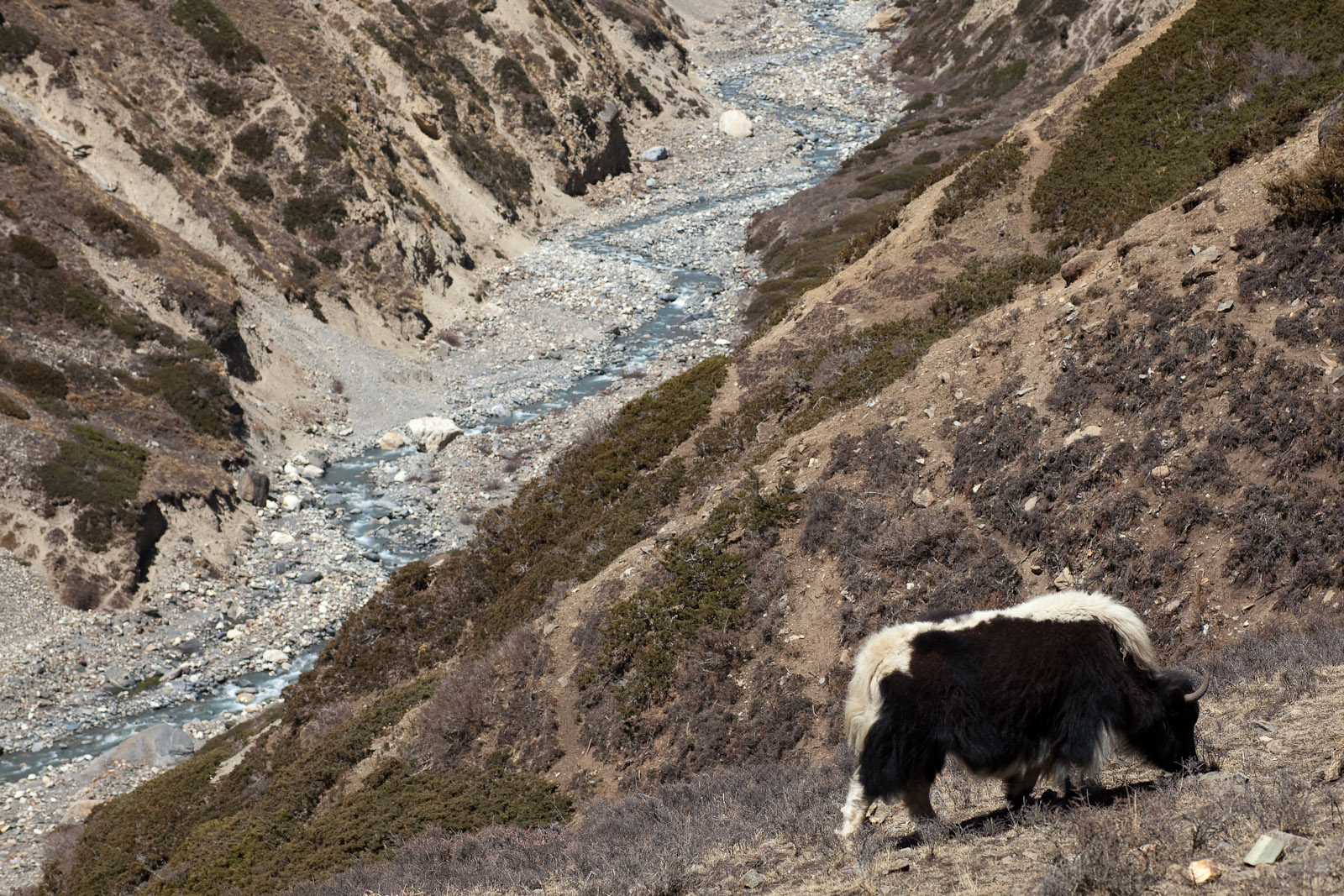
Yak

### Vidéographie
- The Last Unexplored Places On Earth Mustang ; Documentaire 2017 History Channel